# Marcin Kurzeniecki
Marcin Kurzeniecki (ur. 1705 w Warszawie, zm. 1771) – jezuita. Uczył w rozmaitych kolegiach retoryki i gramatyki, ostatecznie zarządzał kolegium w Nieświeżu i tam zmarł w roku 1771. Jego najbardziej znane pisma to: Nauki z Ewangelji na niedziele i święta Kościoła greckiego w unji z Kościołem rzymskim zostającego (Wilno, 1752); Mniejszy i większy katechizm (tamże, 1752); Kazania (tamże, 1754); Wykład pisma Starego i Nowego Testamentu etc. (Nieśwież, 1769).